# 北子店
北子店，原寫為北仔店，是臺灣臺南市善化區的一個傳統地域名稱，位於該區中部略偏東。相較於今日行政區，其範圍大致包括光文里中部偏南地區及東半部不含其最南端、牛庄里不含東北端、小新里北部東側凸出部分不含其最東端、昌隆里土虱堀南側地區、田寮里南部邊界地帶東段。
本地區境內主要聚落為北仔店、竹圍、牛庄、苓仔林。

## 歷史
台灣日治初期，北子店地區為一街庄，稱為「北仔店庄」（舊制街庄），隸屬於善化里東堡。該庄昔日北與東勢藔庄為鄰，東與茄拔庄為鄰，南邊為小新營庄、座駕庄，西邊為曾文庄、六份藔庄。
1901年（日治明治三十四年）11月11日，全台廢縣廳改設二十廳，該庄隸屬於臺南廳。1904年（明治三十七年）3月31日，該庄編入「善化里東區」，隸屬於臺南廳。1909年（明治四十二年）10月25日，全台合併二十廳為十二廳，善化里東區仍隸屬於臺南廳。1913年（大正二年）11月4日，善化里東堡、善化里西堡、新化東里轄區調整，該庄改隸屬於善化里西堡。1920年（大正九年）10月1日，全台地方制度大改正，廢十二廳改設五州二廳，該庄改制並雅化為「北子店」大字，隸屬於臺南州新化郡善化庄（新制街庄）。1940年（昭和十五年）6月17日，善化庄改制為善化街。
戰後善化街改制為善化鎮，隸屬於臺南縣，大字亦改制為里。1950年（民國39年）10月25日，雲、嘉、南分治，善化鎮仍隸屬於臺南縣。2010年（民國99年）12月25日，臺南縣、市合併為直轄臺南市，善化鎮改制為善化區。

## 聚落
本地區發展較早的聚落為北仔店、竹圍、牛庄、苓仔林，在日治初期的官方地圖上已有記載。

## 交通
台鐵縱貫線是台灣西部南北向鐵路幹線，經過本地區中西部，並在南側接近邊界處設有善化車站。該站屬二等站，停靠部分自強號、莒光號及全部區間快車、區間車；由此可前往台鐵沿線各站。
省道台1線又稱「縱貫公路」，是臺北至楓港的傳統平面幹道，經過本地區東部邊界地帶。由該道路北行可前往官田區、六甲區、柳營區、新營區等地，南行可前往新市區、永康區、東區/南區、仁德區等地。
區道南124線是善化至茄拔的道路，其西側端點（起點）位於本地區南部邊界地帶略偏西、台鐵善化車站前中山路口，由此向北北東經兩次轉彎後再轉東北東會經過北仔店、牛庄兩個聚落。
區道南125線是東勢寮至光文里的道路，其南側端點（終點）位於本地區中部偏西南的光文陸橋下。
區道南125-1線是六分寮苓子林的道路，其南側端點（終點）位於本地區西部邊界地帶偏南側的區道南125線路口。
區道南127線是東勢寮至北子店的道路，其南側端點（終點）位於本地區中部偏西南的北子店聚落內，的區道南122線路口，由此向南會經過本地區的土虱堀聚落。
區道南127-1線是土風堀至牛庄的道路，全線位於本地區境內，其北側端點（起點）位於本地區北部邊界地帶的區道南127線路口，南側端點（終點）位於本地區中部略偏東南、牛庄聚落南側的區道南124線路口。

## 產業
- 善化啤酒廠（北半部）

## 名人
- 陳子鏞：抗日富商。
- 陳鴻鳴：親日糖業富商，陳子鏞堂弟。
- 清水祖師：清水宮。